# Провинција Танго
Танго (јап. 丹後国) је једна од 66 историјских провинција Јапана, која је постојала од почетка 8. века (закон Таихо из 703. године) до Мејџи реформи у другој половини 19. века. Танго се налазио на западном делу острва Хоншу, на обали Јапанског мора.
Царским декретом од 29. августа 1871. све постојеће провинције замењене су префектурама. Територија Тангоа одговара северном делу данашње префектуре Кјото.

## Географија
Танго је на северу излазио на Јапанско море. На западу се граничио са провинцијом Таџима, на југу са провинцијом Тамба, а на истоку са провинцијом Вакаса.